# Opisthoxia ornata
Opisthoxia ornata là một loài bướm đêm trong họ Geometridae.